# Lista de ministros da Economia de Portugal

Bandeira de ministro de Portugal.

Manuel Castro Almeida, atual ministro da Economia e da Coesão Territorial.

Esta é uma lista de ministros com a pasta da Economia em Portugal, entre a criação do Ministério da Economia a 28 de agosto de 1940 e a atualidade. A lista cobre o período ditatorial do Estado Novo (1926–1974) e o atual período democrático (1974–atualidade).

## Designação
O primeiro ministério dedicado à área económica surgiu em 1852, com a designação de Ministério das Obras Públicas, Comércio e Indústria, renomeado Ministério do Fomento com o advento da República. A partir 1917, os assuntos relacionados com o setor económico foram, sucessivamente, separados e reunidos em diferentes ministérios, nomeadamente: Ministério do Comércio (1917–1919), Ministério da Agricultura (1918–1932; 1933–1940), Ministério do Comércio e Comunicações (1919–1932), Ministério do Comércio, Indústria e Agricultura (1932–1933), Ministério do Comércio e Indústria (1933–1940). Em 1940 é criado o Ministério da Economia, com atribuição de regulação da maior parte do setor económico.
Entre 1940 e o presente, o atual cargo de ministro da Economia teve as seguintes designações:
- Ministro da Economia — designação usada entre 28 de agosto de 1940 e 15 de março de 1974;
- Ministro das Finanças e Coordenação Económica — designação usada entre 15 de março de 1974 e 16 de maio de 1974;
- Ministro da Coordenação Económica — designação usada entre 16 de maio de 1974 e 17 de julho de 1974;
- Ministro da Economia — designação usada entre 17 de julho de 1974 e 26 de março de 1975;
- Ministro do Planeamento e Coordenação Económica — designação usada entre 26 de março de 1975 e 19 de setembro de 1975;
- Cargo abolido — entre 19 de setembro de 1975 e 23 de julho de 1976;
- Ministro do Plano e Coordenação Económica — designação usada entre 23 de julho de 1976 e 30 de janeiro de 1978
- Coordenação económica integrada no Ministério das Finanças e do Plano — entre 30 de janeiro de 1978 e 22 de novembro de 1978;
- Coordenação económica repartida:
  - Vice-primeiro-ministro para os Assuntos Económicos e Integração Europeia — designação usada entre 22 de novembro de 1978 e 1 de agosto de 1979;
  - Coordenação económica integrada no Ministério das Finanças e do Plano — entre 22 de novembro de 1978 e 1 de agosto de 1979;
- Ministro da Coordenação Económica e do Plano — designação usada entre 1 de agosto de 1979 e 3 de janeiro de 1980;
- Coordenação económica integrada no Ministério das Finanças e do Plano — entre 3 de janeiro de 1980 e 6 de novembro de 1985;
- Área económica dispersa por vários ministérios — entre 6 de novembro de 1985 e 28 de outubro de 1995;
- Ministro da Economia — designação usada entre 28 de outubro de 1995 e 17 de julho de 2004;
- Ministro de Estado, das Atividades Económicas e do Trabalho — designação usada entre 17 de julho de 2004 e 12 de março de 2005;
- Ministro da Economia e da Inovação — designação usada entre 12 de março de 2005 e 26 de outubro de 2009;
- Ministro da Economia, da Inovação e do Desenvolvimento — designação usada entre 26 de outubro de 2009 e 21 de junho de 2011;
- Ministro da Economia e do Emprego — designação usada entre 21 de junho de 2011 e 24 de julho de 2013;
- Ministro da Economia — designação usada entre 24 de julho de 2013 e 15 de outubro de 2018;
- Ministro Adjunto e da Economia — designação usada entre 15 de outubro de 2018 e 26 de outubro de 2019;
- Ministro de Estado, da Economia e da Transição Digital — designação usada entre 26 de outubro de 2019 e 30 de março de 2022;
- Ministro da Economia e do Mar — designação usada entre 30 de março de 2022 e 2 de abril de 2024;
- Ministro da Economia — designação usada entre 2 de abril de 2024 e 5 de junho de 2025;
- Ministro da Economia e da Coesão Territorial — designação usada desde 5 de junho de 2025.

### Ministérios de coordenação económica e períodos sem ministério
A partir de 26 de março de 1975, com a tomada de posse do IV Governo Provisório, vários setores da economia (como o da Agricultura, o do Comércio e o da Indústria) obtiveram um ministério próprio, existindo, contudo, e não obstante, um ministério destinado à coordenação econónima geral (Ministério do Planeamento e Coordenação Económica), que duraria até 19 de setembro do mesmo ano, e à tomada de posse do VI Governo Provisório onde era inexistente. A 23 de julho de 1976, com a tomada de posse do I Governo Constitucional (1976–1978), é recriado um ministério de coordenação económica (o Ministério do Plano e Coordenação Económica), mantendo-se, no entanto, várias áreas da economia com ministério próprio. No II e no III Governo Constitucional (ambos de 1978) este ministério foi novamente abolido, integrando-se a coordenação económica no Ministério das Finanças e do Plano. Uma nova supervisão sobre as áreas económicas surge através de um vice-primeiro-ministro para os Assuntos Económicos e Integração Europeia, com o IV Governo Constitucional (1978–1979), mantendo-se os vários outros ministérios de cariz económico. A par do vice-primeiro-ministro, continuou também a estar integrada parte da coordenação económica no Ministério das Finanças e do Plano. No V Governo Constitucional (1979–1980), essa função de coordenação coube ao Ministério da Coordenação Económica e do Plano. Entre 1980 e 1985, os vários setores económicos mantiveram-se divididos em vários ministérios, com a coordenação económica integrada novamente no Ministério das Finanças e do Plano. A partir de 1985, com a criação do Ministério do Plano e da Administração do Território, o planeamento e coordenação económicos deixaram de ter ministério próprio, já que nas suas atribuições o novo ministério perde o cariz exclusivamente económico, sendo de cariz estratégico nacional, de administração local, de ordenamento do território, entre outros. Desta feita, entre 1985 e 1995 não houve um ministério único para coordenar a área económica. Em 1995, com a tomada de posse do XIII Governo Constitucional, os ministérios de cariz económico (na altura, Ministério do Comércio e Turismo e Ministério da Indústria e Energia) são fundidos, recriando-se o Ministério da Economia. Hoje o ministério engloba não só as áreas do comércio, turismo e indústria, como também as áreas dos transportes, comunicações ou obras públicas.
Nesta lista incluem-se, não apenas os ministros da Economia, mas também os ministros detentores da pasta da coordenação económica quando essa nomenclatura é utilizada para o respetivo ministério (e também no caso do vice-primeiro-ministro para os Assuntos Económicos e Integração Europeia). Para os ministros do Plano ou do Planeamento ver, para os períodos em que a coordenação económica esteve a cargo do ministro das Finanças e do Plano, a Lista de ministros das Finanças de Portugal, e para os ministros do Plano/Planeamento ver a Lista de ministros do Plano e do Planeamento de Portugal.

## Numeração
Os períodos em que o cargo foi ocupado por órgãos coletivos também não contam na numeração desta lista. São contabilizados os períodos em que o ministro esteve no cargo ininterruptamente, não contando se este serve mais do que um mandato consecutivo.

## Lista
Legenda de cores

(para partidos e correntes políticas)
| Segunda República (1926–1974)            | |                     |                        |                        |         |                      |
| #                                        | Ministro da Economia (Nascimento–Morte) | Retrato             | Início do mandato      | Fim do mandato         | Governo | Governo              |
| Estado Novo (1933–1974)                  | |                     |                        |                        |         |                      |
| 1                                        | Rafael da Silva Neves Duque (1893–1969) |                     | 28 de agosto de 1940   | 6 de setembro de 1944  |         | II Oliveira Salazar  |
| 2                                        | Clotário Luís Supico Ribeiro Pinto (1909–1986) |                     | 6 de setembro de 1944  | 4 de fevereiro de 1947 |         | II Oliveira Salazar  |
| 3                                        | Daniel Maria Vieira Barbosa (1908–1986) |                     | 4 de fevereiro de 1947 | 16 de outubro de 1948  |         | II Oliveira Salazar  |
| 4                                        | António Júlio de Castro Fernandes (1903–1975) |                     | 16 de outubro de 1948  | 2 de agosto de 1950    |         | II Oliveira Salazar  |
| 5                                        | Ulisses Cruz de Aguiar Cortês (1901–1975) |                     | 2 de agosto de 1950    | 14 de agosto de 1958   |         | II Oliveira Salazar  |
| 6                                        | José do Nascimento Ferreira Dias Júnior (1900–1966) |                     | 14 de agosto de 1958   | 4 de dezembro de 1962  |         | II Oliveira Salazar  |
| 7                                        | Luís Maria Teixeira Pinto (1927–2012) |                     | 4 de dezembro de 1962  | 19 de março de 1965    |         | II Oliveira Salazar  |
| 8                                        | José Gonçalo da Cunha Sottomayor Correia de Oliveira (1921–1976) |                     | 19 de março de 1965    | 27 de março de 1969    |         | II Oliveira Salazar  |
| 8                                        | José Gonçalo da Cunha Sottomayor Correia de Oliveira (1921–1976) | III Caetano         | 19 de março de 1965    | 27 de março de 1969    |         |                      |
| 9                                        | João Augusto Dias Rosas (1921–) |                     | 27 de março de 1969    | 11 de agosto de 1972   |         |                      |
| 10                                       | Manuel Artur Cota Agostinho Dias (1929–) |                     | 11 de agosto de 1972   | 15 de março de 1974    |         |                      |
| #                                        | Ministro das Finanças e Coordenação Económica (Nascimento–Morte) | Retrato             | Início do mandato      | Fim do mandato         |         |                      |
| –                                        | Manuel Artur Cota Agostinho Dias (continuação) (1929–) |                     | 15 de março de 1974    | 25 de abril de 1974    |         |                      |
| Terceira República (1974–presente)       | |                     |                        |                        |         |                      |
| #                                        | Ministro das Finanças e Coordenação Económica (Nascimento–Morte) | Retrato             | Início do mandato      | Fim do mandato         | Governo | Governo              |
| Junta de Salvação Nacional (1974)        | |                     |                        |                        |         |                      |
| –                                        | Junta de Salvação Nacional composta por: António Sebastião Ribeiro de Spínola (Presidente) Francisco da Costa Gomes Jaime Silvério Marques Manuel Diogo Neto Carlos Galvão de Melo José Baptista Pinheiro de Azevedo António Alva Rosa Coutinho |                     | 25 de abril de 1974    | 16 de maio de 1974     |         | ——                   |
| Governos Provisórios (1974–1976)         | |                     |                        |                        |         |                      |
| #                                        | Ministro da Coordenação Económica (Nascimento–Morte) | Retrato             | Início do mandato      | Fim do mandato         | Governo | Governo              |
| 11                                       | Vasco Vieira de Almeida (1932–) |                     | 16 de maio de 1974     | 17 de julho de 1974    |         | I Prov. Palma Carlos |
| #                                        | Ministro da Economia (Nascimento–Morte) | Retrato             | Início do mandato      | Fim do mandato         | Governo | Governo              |
| 12                                       | Emílio Rui da Veiga Peixoto Vilar (1939–) |                     | 17 de julho de 1974    | 26 de março de 1975    |         | II Prov. Gonçalves   |
| 12                                       | Emílio Rui da Veiga Peixoto Vilar (1939–) | III Prov. Gonçalves | 17 de julho de 1974    | 26 de março de 1975    |         |                      |
| #                                        | Ministro do Planeamento e Coordenação Económica (Nascimento–Morte) | Retrato             | Início do mandato      | Fim do mandato         | Governo | Governo              |
| 13                                       | Mário Luís da Silva Murteira (1933–2013) |                     | 26 de março de 1975    | 19 de setembro de 1975 |         | IV Prov. Gonçalves   |
| 13                                       | Mário Luís da Silva Murteira (1933–2013) | V Prov. Gonçalves   | 26 de março de 1975    | 19 de setembro de 1975 |         |                      |
| –                                        | Cargo extinto |                     | 19 de setembro de 1975 | 23 de julho de 1976    | ——      | ——                   |
| Governos Constitucionais (1976-Presente) | |                     |                        |                        |         |                      |
| #                                        | Ministro do Plano e Coordenação Económica (Nascimento–Morte) | Retrato             | Início do mandato      | Fim do mandato         | Governo | Governo              |
| 14                                       | António Francisco Barroso de Sousa Gomes (1936–2015) |                     | 23 de julho de 1976    | 30 de janeiro de 1978  |         | I Soares             |
| –                                        | Cargo extinto |                     | 30 de janeiro de 1978  | 22 de novembro de 1978 | ——      | ——                   |
| #                                        | Vice-primeiro-ministro para os Assuntos Económicos e Integração Europeia (Nascimento–Morte) | Retrato             | Início do mandato      | Fim do mandato         | Governo | Governo              |
| 15                                       | Manuel Jacinto Nunes (1926–2014) |                     | 22 de novembro de 1978 | 1 de agosto de 1979    |         | IV Mota Pinto        |
| #                                        | Ministro da Coordenação Económica e do Plano (Nascimento–Morte) | Retrato             | Início do mandato      | Fim do mandato         | Governo | Governo              |
| 16                                       | Carlos Jorge Mendes Corrêa Gago (1934–2015) |                     | 1 de agosto de 1979    | 3 de janeiro de 1980   |         | V Pintasilgo         |
| –                                        | Cargo extinto |                     | 3 de janeiro de 1980   | 28 de outubro de 1995  | ——      | ——                   |
| #                                        | Ministro da Economia (Nascimento–Morte) | Retrato             | Início do mandato      | Fim do mandato         | Governo | Governo              |
| 17                                       | Daniel Bessa Fernandes Coelho (1948–) |                     | 28 de outubro de 1995  | 27 de março de 1996    |         | XIII Guterres        |
| 18                                       | Augusto Carlos Serra Ventura Mateus (1950–) |                     | 27 de março de 1996    | 25 de novembro de 1997 |         | XIII Guterres        |
| 19                                       | Joaquim Augusto Nunes de Pina Moura (1952–2020) |                     | 25 de novembro de 1997 | 14 de setembro de 2000 |         | XIII Guterres        |
| 19                                       | Joaquim Augusto Nunes de Pina Moura (1952–2020) | XIV Guterres        | 25 de novembro de 1997 | 14 de setembro de 2000 |         |                      |
| 20                                       | Mário Cristina de Sousa (1946–) |                     | 14 de setembro de 2000 | 3 de julho de 2001     |         |                      |
| 21                                       | Luís Garcia Braga da Cruz (1942–) |                     | 3 de julho de 2001     | 6 de abril de 2002     |         |                      |
| 22                                       | Carlos Manuel Tavares da Silva (1953–) |                     | 6 de abril de 2002     | 17 de julho de 2004    |         | XV Durão Barroso     |
| #                                        | Ministro de Estado, das Atividades Económicas e do Trabalho (Nascimento–Morte) | Retrato             | Início do mandato      | Fim do mandato         | Governo | Governo              |
| 23                                       | Álvaro Roque de Pinho de Bissaia Barreto (1936–2020) |                     | 17 de julho de 2004    | 12 de março de 2005    |         | XVI Santana Lopes    |
| #                                        | Ministro da Economia e da Inovação (Nascimento–Morte) | Retrato             | Início do mandato      | Fim do mandato         | Governo | Governo              |
| 24                                       | Manuel António Gomes de Almeida de Pinho (1954–) |                     | 12 de março de 2005    | 6 de julho de 2009     |         | XVII Sócrates        |
| 25                                       | Fernando Teixeira dos Santos (1951–) |                     | 6 de julho de 2009     | 26 de outubro de 2009  |         | XVII Sócrates        |
| #                                        | Ministro da Economia, da Inovação e do Desenvolvimento (Nascimento–Morte) | Retrato             | Início do mandato      | Fim do mandato         | Governo | Governo              |
| 26                                       | José António da Fonseca Vieira da Silva (1953–) |                     | 26 de outubro de 2009  | 21 de junho de 2011    |         | XVIII Sócrates       |
| #                                        | Ministro da Economia e do Emprego (Nascimento–Morte) | Retrato             | Início do mandato      | Fim do mandato         | Governo | Governo              |
| 27                                       | Álvaro Miguel Rodrigues dos Santos Pereira (1972–) |                     | 21 de junho de 2011    | 24 de julho de 2013    |         | XIX Passos Coelho    |
| #                                        | Ministro da Economia (Nascimento–Morte) | Retrato             | Início do mandato      | Fim do mandato         |         | XIX Passos Coelho    |
| 28                                       | António de Magalhães Pires de Lima (1962–) |                     | 24 de julho de 2013    | 30 de outubro de 2015  |         | XIX Passos Coelho    |
| 29                                       | Luís Miguel Gubert de Morais Leitão (1964–) |                     | 30 de outubro de 2015  | 26 de novembro de 2015 |         | XX Passos Coelho     |
| 30                                       | Manuel de Herédia Caldeira Cabral (1968–) |                     | 26 de novembro de 2015 | 15 de outubro de 2018  |         | XXI Costa            |
| #                                        | Ministro adjunto e da Economia (Nascimento–Morte) | Retrato             | Início do mandato      | Fim do mandato         |         | XXI Costa            |
| 31                                       | Pedro Gramaxo de Carvalho Siza Vieira (1964–) |                     | 15 de outubro de 2018  | 26 de outubro de 2019  |         | XXI Costa            |
| #                                        | Ministro de Estado, da Economia e da Transição Digital (Nascimento–Morte) | Retrato             | Início do mandato      | Fim do mandato         | Governo | Governo              |
| –                                        | Pedro Gramaxo de Carvalho Siza Vieira (continuação) (1964–) |                     | 26 de outubro de 2019  | 30 de março de 2022    |         | XXII Costa           |
| #                                        | Ministro da Economia e do Mar (Nascimento–Morte) | Retrato             | Início do mandato      | Fim do mandato         | Governo | Governo              |
| 32                                       | António José da Costa Silva (1952–) |                     | 30 de março de 2022    | 2 de abril de 2024     |         | XXIII Costa          |
| #                                        | Ministro da Economia (Nascimento–Morte) | Retrato             | Início do mandato      | Fim do mandato         | Governo | Governo              |
| 33                                       | Pedro Trigo de Morais de Albuquerque Reis (1967–) |                     | 2 de abril de 2024     | 5 de junho de 2025     |         | XXIV Montenegro      |
| #                                        | Ministro da Economia e da Coesão Territorial (Nascimento–Morte) | Retrato             | Início do mandato      | Fim do mandato         | Governo | Governo              |
| 34                                       | Manuel Castro Almeida (1957–) |                     | 5 de junho de 2025     | presente               |         | XXV Montenegro       |

### Lista de ministros da Economia vivos
| Nome                         | Mandato(s) | Idade               |
| ---------------------------- | ---------- | ------------------- |
| João Dias Rosas              | 1969–1972  | 104 anos e 107 dias |
| Manuel Cota Dias             | 1972–1974  | 96 anos e 102 dias  |
| Vasco Vieira de Almeida      | 1974       | 93 anos e 54 dias   |
| Emílio Rui Vilar             | 1974–1975  | 86 anos e 18 dias   |
| Daniel Bessa                 | 1995–1996  | 77 anos e 29 dias   |
| Augusto Mateus               | 1996–1997  | 74 anos e 281 dias  |
| Mário Cristina de Sousa      | 2000–2001  | 78 anos e 235 dias  |
| Luís Braga da Cruz           | 2001–2002  | 83 anos e 5 dias    |
| Carlos Tavares               | 2002–2004  | 72 anos e 61 dias   |
| Manuel Pinho                 | 2005–2009  | 70 anos e 219 dias  |
| Fernando Teixeira dos Santos | 2009       | 73 anos e 264 dias  |
| José António Vieira da Silva | 2009–2011  | 72 anos e 110 dias  |
| Álvaro Santos Pereira        | 2011–2013  | 53 anos e 148 dias  |
| António Pires de Lima        | 2013–2015  | 63 anos e 58 dias   |
| Miguel Morais Leitão         | 2015       | 61 anos e 118 dias  |
| Manuel Caldeira Cabral       | 2015–2018  | 57 anos e 37 dias   |
| Pedro Siza Vieira            | 2018–2022  | 60 anos e 325 dias  |
| António Costa Silva          | 2022–2024  | 72 anos e 193 dias  |
| Pedro Reis                   | 2024–2025  | 57 anos e 247 dias  |
| Manuel Castro Almeida        | 2025–      | 67 anos e 219 dias  |